# Фредерік IV (король Данії)
Фредерік IV (11 жовтня 1671 — 12 жовтня 1730) — король Данії і Норвегії з 1699 до 1730 року, з Ольденбурзької династії.

## Життєпис

### Молоді роки
Народився у Копенгагені в родині Крістіана V та Шарлоти-Амалії Гессен-Кассельської. Замолоду отримав не дуже гарну освіту. Погано володів данською та німецькою мовами. Надалі змушений прикладати значні зусилля щодо покращення своїх знань. Вплив на розвиток молодого принца мала його подорож до Італії у 1692—1693 роках.

### Зовнішня політика
По смерті батька у 1699 році Фредерік стає новим королем. Відразу було прийнято рішення знову спробувати здійснити мрію Кристіана V щодо повернення провінції Сконе. Для цього було укладено союз з Августом, курфюрстом Саксонії та королем Речі Посполитої, й Петром I, царем Московії. Цей договір був спрямований проти Швеції, де на той час правив молодий Карл XII. Першим військові дії розпочала Данія.
Фредерік IV восени 1699 року вдерся до герцогства Гольштейн-Готорпського, союзника Швеції. Втім данцям не вдалося швидко заволодіти герцогством, у березні 1700 року вони взяли в облогу важливу фортецю Теннінг. У цей час на допомогу Швеції прийшла англо-голландська ескадра з 23 лінійних кораблів. Скориставшись цим, Карл XII Шведський висадився біля Копенгагена. Фредерік IV опинився у складній ситуації й замість продовження боротьби уклав 18 серпня 1700 року мирний договір у замку Травенталь. Після цього дансько-норвезька армія не брала участь у війні до 1709 року — битві при Полтаві. Після цього Фредерік IV знову розпочав війну зі Швецією. До того, зробивши висновок із попередніх поразок, у 1701 році було впроваджено народне ополчення у Данії та Норвегії.
Але дії були невдалими — 10 березня 1710 року данці зазнали поразки при Гельсінборзі, 12 грудня 1712 року — при Гадебуші. Шведські капери зуміли порушили торговельний та військовий зв'язок Данії з Норвегією. Надалі данська армія діяла разом з саксонцями та москалями у Померанії та Мекленбурзі. У 1714 році данський флот завдав поразки шведам при Фемарні та Бюлці. Данія захопила острів Гельголанд. В цей же час було укладено додаткові союзи з Пруссією та Ганновером. У 1716—1720 роках війна здебільшого точилася у Норвегії до загибелі Карла XII Шведського. У 1720 році було укладено Копегагенський мирний договір зі Швецією.
Війна нанесла значний економічний збиток країні, але Фредерік IV не зміг досягти поставленої мети, задля якої починав боротьбу зі Швецією. Єдиним важливим результатом було посилення впливу Данії у Шлезвігу та Гольштейні.

### Внутрішня політика
У 1710-х роках були здійснені спроби покращення життя селян, втім вони були непослідовними й не мали суттєвого результату. Сильний вплив на внутрішню ситуацію здійснювала війна із Швецією. Тільки після її закінчення жваво почала розвиватися торгівля та промисловість. Для гарного мореплавання пришвидшилося будівництво маяків.
У 1710 році у Данії та Норвегії впроваджено григоріанській календар. У 1720-х роках почалася данська колонізація острова Ґренландія.
Головною політикою Фредеріка IV після 1720 року було впроваджено меркантильну та протекціоністську політику щодо торгівлі, ремісництва. Пішла розбудова міст.

## Цікавинка
Фредерік IV був королем — двоєженцем. Будучи у шлюбі з Луїзою Мекленбург-Гюстовською одружився з Анною Софією Ревентлов. А після смерті першої дружини Фредерік IV уклав шлюб з Ревентлов ще раз.

## Родина
1. Дружина — Луїза (1667—1721), донька Густава Адольфа, герцога Мекленбург-Гюстов.
Діти:
- Кристіан (1697—1698)
- Кристіан (1699—1746)
- Фредерік Карл (1701—1702)
- Георг (1703—1704)
- Шарлота-Амалія (1706—1782)

2. Дружина — Ганна Софія (1693—1743), донька Конрада, графа Ревентлов
Діти:
- Христина Амалія (1723—1724)
- Фредерік Кристіан (1726—1727)
- Карл (1728—1729)